# Asprières
Asprières (okzitanisch Asprièiras) ist eine französische Gemeinde mit 770 Einwohnern (Stand 1. Januar 2022) im Département Aveyron in der Region Okzitanien (vor 2016 Midi-Pyrénées). Die Gemeinde gehört zum Arrondissement Villefranche-de-Rouergue und zum Kanton Lot et Montbazinois. Die Einwohner werden Aspriérois genannt.

## Geografie
Asprières liegt etwa elf Kilometer südöstlich von Figeac am Lot. Umgeben wird Asprières von den Nachbargemeinden Cuzac im Norden, Bouillac im Nordosten, Les Albres im Osten, Peyrusse-le-Roc im Süden, Sonnac im Südwesten und Westen sowie Capdenac-Gare im Westen und Nordwesten.

## Bevölkerungsentwicklung
| Jahr                       | 1962 | 1968 | 1975 | 1982 | 1990 | 1999 | 2006 | 2019 |
| Einwohner                  | 655  | 634  | 650  | 672  | 691  | 707  | 720  | 746  |
| Quellen: Cassini und INSEE |      |      |      |      |      |      |      |      |

## Sehenswürdigkeiten

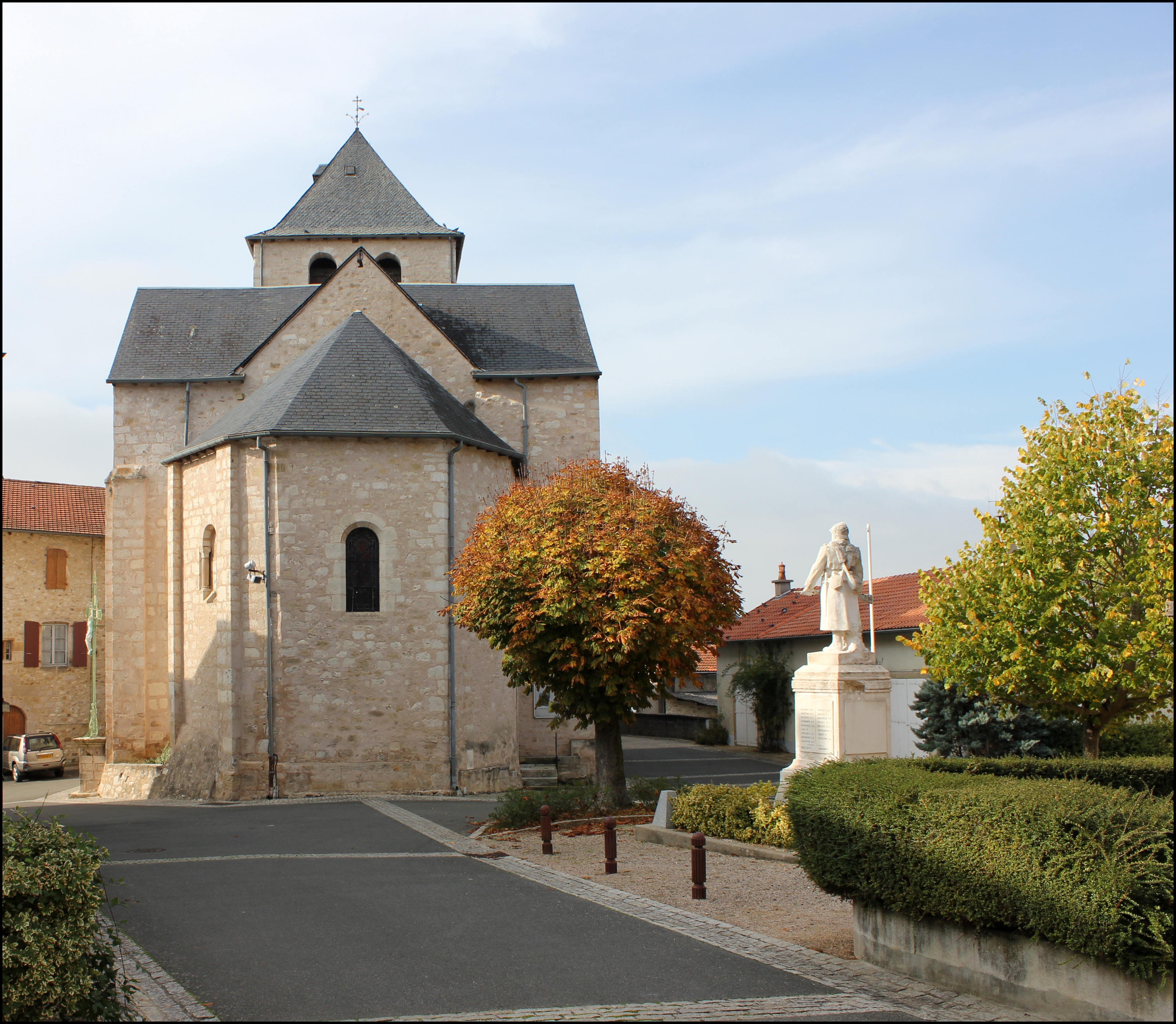
Kirche Saint-Martin

- Kirche Saint-Martin